# Frank Fisher
Franklyn Wood "Frank" Fisher  (Bailieboro, 16 mei 1907 - Toronto, 23 april 1983) was een Canadese ijshockeyspeler. 
Fisher mocht met zijn ploeggenoten van de Toronto Graduates Canada vertegenwoordigen op de Olympische Winterspelen 1928 in Sankt Moritz. Fisher speelde in drie wedstrijden en maakte één doelpunt.Fisher won met zijn ploeggenoten de gouden medaille.